# Пон Руж (Квебек)
Пон Руж (фр. Pont-Rouge) је град у Канади у покрајини Квебек. Према резултатима пописа 2011. у граду је живело 8.723 становника.

## Становништво
Према резултатима пописа становништва из 2011. у граду је живело 8.723 становника, што је за 16,0% више у односу на попис из 2006. када је регистровано 7.518 житеља.
| 2006. | 2011. |
| ----- | ----- |
| 7.518 | 8.723 |